# Campus Melaten

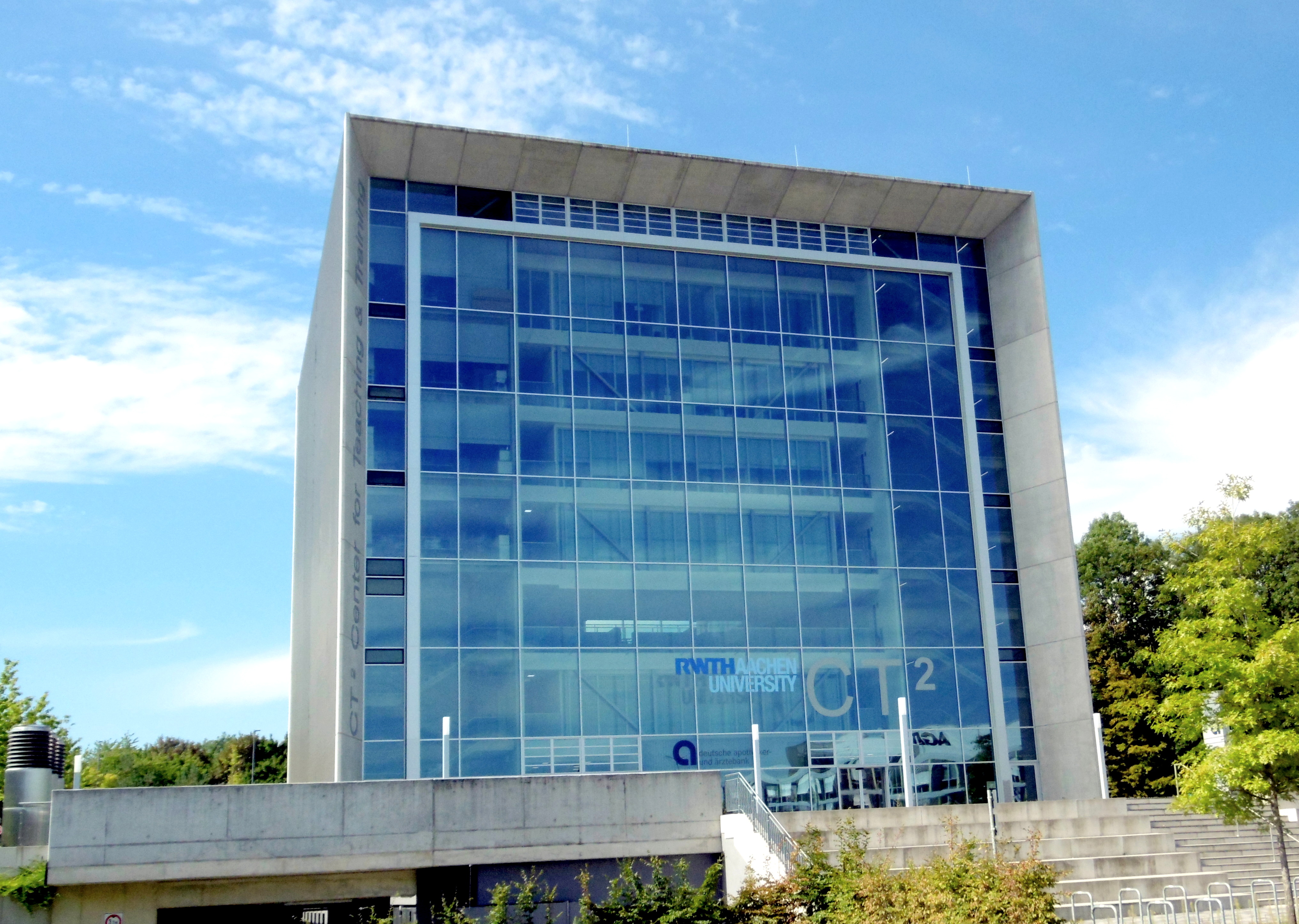
CT² – Lehrgebäude der RWTH im Campus Melaten

Als Campus Melaten (vormals Erweiterungsgebiet Seffent Melaten) wird ein Bereich im Aachener Stadtbezirk Laurensberg bezeichnet. Räumlich wird er im Osten durch den Pariser Ring am Übergang zum Stadtteil Hörn begrenzt, im Süden durch den Ortsteil Gut Kullen und im Westen/Nordwesten durch das Naturschutzgebiet Seffent-Wilkensberg sowie den Wildbach. Entwickelt wird dieses vormals landwirtschaftlich geprägte Gebiet seit den 1970er-Jahren durch die RWTH Aachen, damals im Verbund mit den weitreichenden Bautätigkeiten im Rahmen der Errichtung des Universitätsklinikums Aachen.

## Namensgebung
Namensstiftend für diesen – im Jahr 2023 sich immer noch in Weiterentwicklung befindenden Stadtteil – ist das Gut Melaten, ein ehemaliges Leprosorium vor den Toren der Stadt Aachen. Verschiedene Haltestellen, wie auch das Wohnviertel Melaten selbst als auch Straßenbezeichnungen, verweisen auf diese historische Anlage, welche sich heutzutage in der Nutzung der Universitätsklinik befindet und unter anderem Ort des Botanischen Gartens Aachen mit dem dort integrierten Karlsgarten ist.

## Entstehung und Ausbau
Die Grundidee des Projekts Campus mit seinen drei Standorten wurde im Jahr 2005 initiiert.

### Campus Standorte
In Summe wird es mit Abschluss des Projekts drei Standorte der RWTH unter der Bezeichnung Campus geben: 
- Campus Melaten mit 473.000 m²[3]
- Campus West mit 325.000 m² (direkt angrenzend an Melaten, Beginn 2023)
- Campus Mitte (Hauptstandort im Stadtkerngebiet Aachens)

### Standort Melaten
Bereits seit den 1970er-Jahren befanden sich vor Ort Institutsgebäude der RWTH Aachen, so auch das Institut für Molekulare und Zelluläre Anatomie. Zu diesem Zeitpunkt wird der Campus noch als „Erweiterungsgebiet Seffent Melaten“ bezeichnet. Im Rahmen der strategischen Campusplanung der RWTH, welche in Zukunft wirtschaftliche und wissenschaftliche Tätigkeiten an drei über dem Stadtgebiet verteilten Standorten integrieren möchte, begann im Jahr 2009 mit dem Bebauungsplan Nr. 915 (seit Dezember 2009 rechtskräftig) die zweite Gründungsphase des Campus Melaten. Zum Zwecke der weiteren Entwicklung des Standortes wurde mit der RWTH Aachen Campus GmbH eine eigene Tochtergesellschaft gegründet. 

### Kritik Naturzerstörung für Erweiterungsflächen

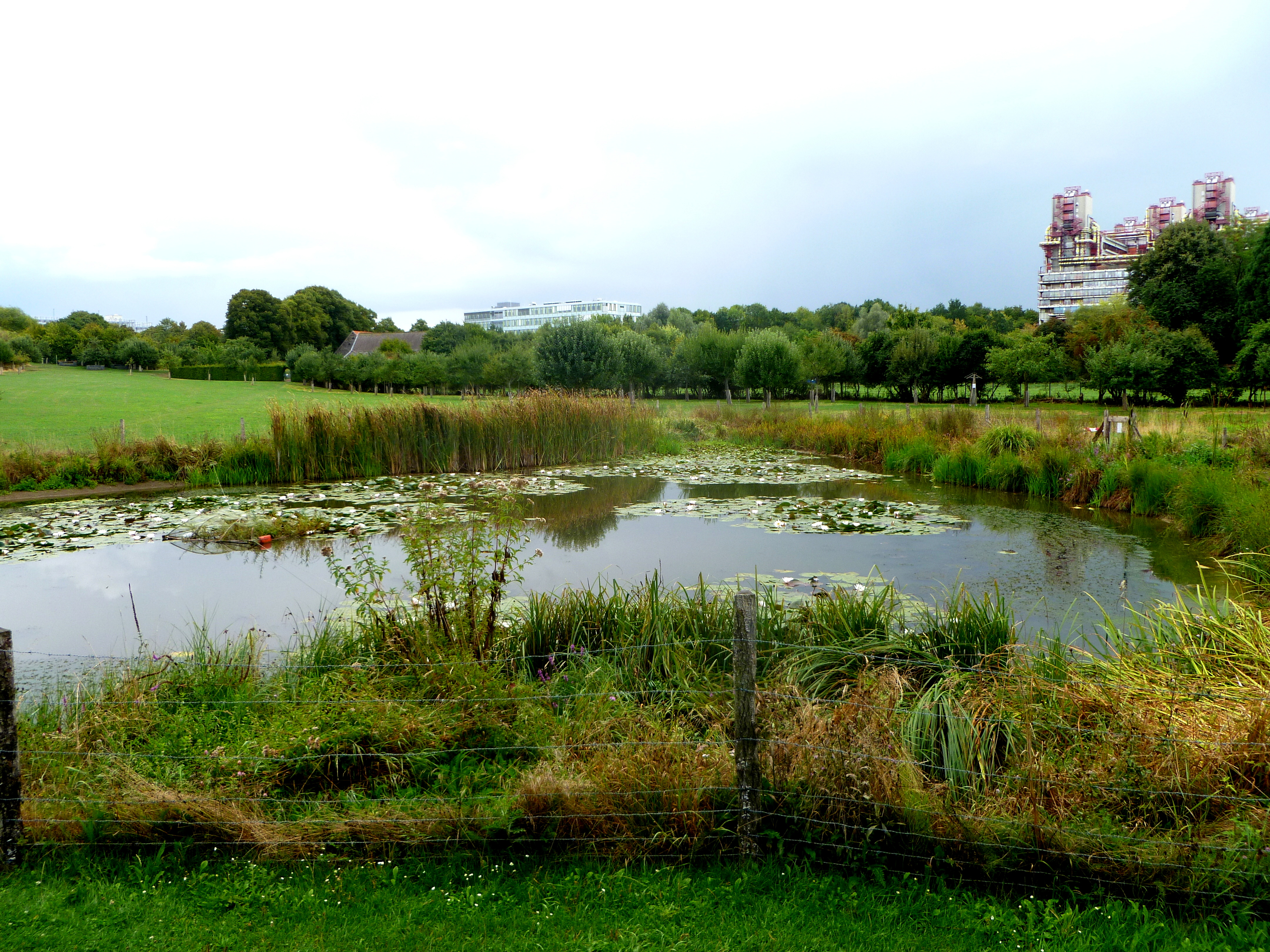
NSG Rabental mit Versuchtsteich des biologischen Zentrums, 2022

Als die Erweiterungsfläche zur Kooperation der RWTH mit kommerziellen Unternehmen im Grüngebiet Rabental geplant wurde, entstanden mehrere Bürgerinitiativen gegen die Zerstörung der Naturflächen und Versiegelung des Bodens und es gab mehrere Demonstrationen gegen das Vorhaben. Die Hauptkritik zielte nicht auf die Bebauung, sondern deren Anbindung, die am südlichen Ende durch das Rabental verläuft, obwohl es mehrere Alternativen gab und bei allen vorigen Plänen seit den 1970er-Jahren das Rabental stets tabu war. Dem Protest schlossen sich mehrere Umweltschutzverbände an, darunter der Naturschutzbund Deutschland, welcher der RWTH „Versagen […] bei dem Thema nachhaltiger Umgang mit Ressourcen“ vorwarf, was gerade bei der Verwirklichung eigener Interessen „besonders beschämend“ sei.
Dennoch wurde am 16. Dezember 2009 im Aachener Stadtrat mehrheitlich den Plänen zugestimmt. Auch die Aachener Grünen, die zunächst eine alternative Erschließung der Flächen ohne Nutzung des Rabentals befürworteten, stimmten schließlich dem von der RWTH favorisierten Vorschlag zu. Bereits bevor dieser rechtskräftig wurde, begannen die Rodungsarbeiten und bis Februar 2010 wurden bereits mindestens 1.000 Bäume mit einem Stammumfang über 30 cm gefällt. Im Sommer 2010 wurden die Rodungsarbeiten fortgesetzt und weitere Grünflächen abgeholzt.

## Einrichtungen und Institute
Neben dem Universitätsklinikum Aachen, befindet sich im Bereich des Campus Melaten rund um den kreisförmig angelegten „Campus-Boulevard“ und die Forckenbeckstraße eine Vielzahl an Instituten und ausgegründeten Unternehmen, darunter das Werkzeugmaschinenlabor, DWI – Leibniz-Institut für Interaktive Materialien, das Institut für Kraftfahrzeuge Aachen, das Institut für Kunststoffverarbeitung, das Institut für fluidtechnische Antriebe und Systeme, das Institut für Textiltechnik und der Lehrstuhl für Thermodynamik mobiler Energiewandlungssysteme sowie der Produktionsstandort und Firmensitz des Aachener Autoherstellers Next.e.Go.
Darüber hinaus wird das öffentliche Leben unterstützt durch Restaurants, Einkaufsmöglichkeiten sowie Dienstleister, darunter eine bis zu 80 Kinder umfassende bilinguale Kindertagesstätte und je eine Filiale der Techniker Krankenkasse und der Sparkasse Aachen. Ferner sind seit Herbst 2015 rund 285 temporäre studentische Wohneinheiten im Campus-Park entstanden.

## Kultur und Festival

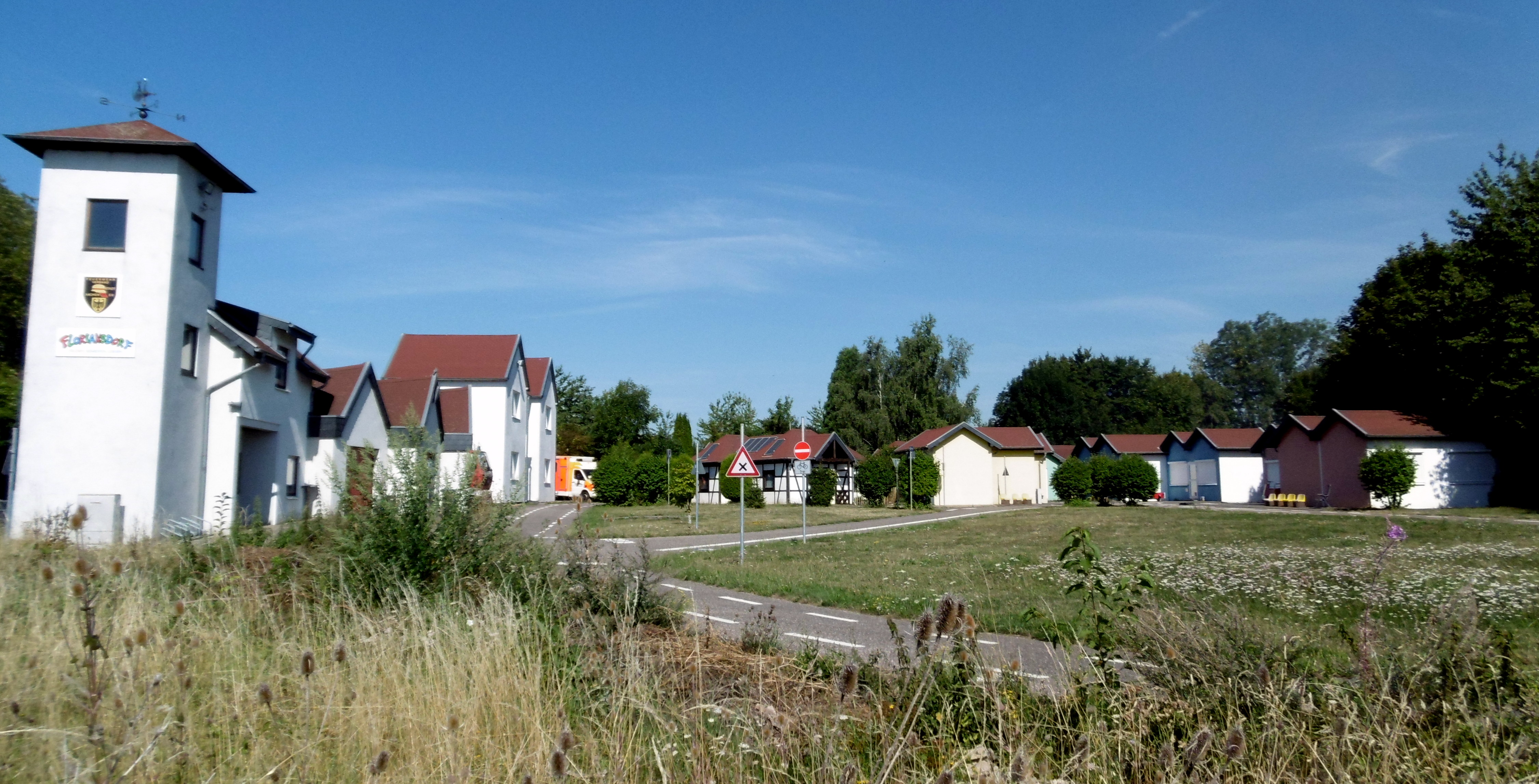
Überblick über das Floriansdorf

Im jährlichen Rhythmus (mit coronabedingten Ausnahmen 2020 und 2021), findet seit 2018 auf dem Gelände des Campus das sogenannte Kimiko-Festival (auch: „Kimiko - Isle of Campus“) statt, welches zuvor am Ludwigsforum in kleinerer Form umgesetzt wurde. Hierbei liegt der Fokus nicht nur auf die musikalische Veranstaltung, sondern es werden auch Workshops mit künstlerischen Aspekten angeboten, Poetry-Slams, sowie Dokumentationen präsentiert und Tänze aufgeführt. 

## Floriansdorf
Im Verbund mit der Wache Nord der Feuerwehr Aachen verfügt der Campus Melaten zudem über das sogenannte Floriansdorf: Ein Übungs- und Trainingszentrum für Kinder und Jugendliche, mit einer Gesamtfläche von 11.000 m².

## Verkehr

### ÖPNV
Derzeit wird der Campus Melaten durch die ASEAG über folgende Verbindungen bedient:
| Linie                | Betreiber | Verlauf |
| -------------------- | --------- | --- |
| 1                    | ASEAG     | Uniklinik – Westbahnhof – Ponttor – Aachen Bushof – Ludwig Forum – Talbot – Haaren – Verlautenheide – Atsch – Stolberg Mühlener Bf – Stolberg Altstadt – Binsfeldhammer – Bernardshammer – Vicht – Fleuth – Mausbach – Diepenlinchen – Werth – Gressenich – Schevenhütte                |
| 3 A/B                | ASEAG     | Ringlinie: Uniklinik – Westfriedhof – Schanz – Luisenhospital – Misereor – Aachen Hbf – Kaiserplatz – Eurogress – Ehrenmal/Lousberg – Ponttor – Westbahnhof – Campus Melaten – Uniklinik                                                                                                |
| 12                   | ASEAG     | Campus Melaten – Hörn – Muffet – Elisenbrunnen – Aachen Bushof – Kaiserplatz – Josefskirche – Kennedypark – Geschwister-Scholl-Gymnasium – Eilendorf – Münsterbusch – Zinkhütter Hof – Stolberg Mühlener Bf (– Birkengang – Am Sender – Donnerberg Höhenstraße)                         |
| 22                   | ASEAG     | Campus Melaten – Hörn – Muffet – Elisenbrunnen – Aachen Bushof – Kaiserplatz – Josefskirche – Kennedypark – Geschwister-Scholl-Gymnasium – Eilendorf – Atsch – Stolberg Mühlener Bf |
| 23                   | ASEAG     | (Campus Melaten –) Hörn – Muffet – Elisenbrunnen – Aachen Bushof – Kaiserplatz – Josefskirche – ASEAG – Hüls |
| 30                   | ASEAG     | (Vaals (NL) – Vaalserquartier (D) – Westfriedhof –) Ronheider Weg – Burtscheid – Beverau – Forst Adenauerallee – Fringsgraben – Hüls – ASEAG – Prager Ring (– Haaren) – Eulershof (– Alter Tivoli – Ehrenmal/Lousberg – Ponttor – Westbahnhof – Süsterau – Campus Melaten – Uniklinik)  |
| 33                   | ASEAG     | Fuchserde – Beverau – Frankenberger Viertel – Theater – Elisenbrunnen – Aachen Bushof – Ponttor – Westbahnhof – Hörn – Campus Melaten – Uniklinik – Kullen – Vaalserquartier (D) – Vaals (NL)                                                                                           |
| 41                   | ASEAG     | Uniklinik – Westbahnhof – Ponttor – Aachen Bushof – Haaren – Verlautenheide |
| 70                   | ASEAG     | Vaals Grenze – Vaalserquartier – Uniklinik – Laurensberg – Richterich – Berensberg – Eulershof – Talbot – Europaplatz – Bf Rothe Erde |
| 73                   | ASEAG     | Uniklinik – Campus Melaten – Hörn – Westbahnhof – Ponttor – Aachen Bushof – Kaiserplatz – Josefskirche – Bf Rothe Erde – Mataréstraße - (← Brand ← Freund/Niederforstbach) |
| 80                   | ASEAG     | Uniklinik – Campus Melaten – Laurensberg – Richterich – Kohlscheid Weststr. – Klinkheide – Kohlscheid Markt |
| X3                   | ASEAG     | Expressbus: Waldfriedhof – Burtscheid – Aachen Hbf – Schanz – Westfriedhof – Uniklinik – Campus Melaten |
| X73                  | ASEAG     | Expressbus: Uniklinik – Campus Melaten – Süsterau – Westbahnhof – Ponttor – Aachen Bushof – Kaiserplatz – Bf Rothe Erde – Brand – (← Freund) - Niederforstbach |
| N4                   | ASEAG     | Nachtexpress: nur in den Nächten vor Samstagen sowie Sonn- und Feiertagen Aachen Bushof – (Elisenbrunnen → Karlsgraben →) Ponttor – Westbahnhof – Hörn – Uniklinik – Kullen (D) – (Vaalserquartier (D) →) Vaals Heuvel (NL)                                                             |
| NetLiner Aachen-Nord | ASEAG     | NetLiner: Fährt 30 min. nach der Buchung. Fährt Mo-Fr von 6–12 Uhr und von 15–24 Uhr. An Samstagen von 8–10 Uhr und von 17–24 Uhr. An Sonn- und Feiertagen von 10–24 Uhr. Bedient: Richterich, Vetschau, Grünethal, Laurensberg, Orsbach, Lemiers, Seffent, Campus Melaten und Uniklink |

### Rad und anderweitige Konzepte
Der Campus verfügt über Pedelec-Verleihstationen. Für den Radverkehr ausgebaut, verläuft vom Campus-Boulevard die „Radvorrangroute Campus Melaten“ über die Kopernikus-, Ahorn- und Siemensstraße, den Seffenter Weg, die Geschwister-Scholl-Straße und die Schinkelstraße in das Zentrum von Aachen.